# Eurytides iphitas
Eurytides iphitas, popularmente chamada de rabo-de-andorinha, é uma espécie de inseto lepidóptero da família dos papilionídeos (Papilionidae) e subfamília dos papilioníneos (Papilioninae), no qual estão espécies de borboletas. É endêmica do Brasil e foi registrada em encostas baixas das serras do Rio de Janeiro (Cachoeiras de Macacu) e sul do Espírito Santo (Alegre). Antigos registros de naturalistas apontam que era comum no pé da serra de Nova Friburgo (Rio de Janeiro). Está criticamente ameaçada pela degradação e perda de habitat. Constou em 2005 na Lista de Espécies da Fauna Ameaçadas do Espírito Santo; e em 2018 na Lista Vermelha do Livro Vermelho da Fauna Brasileira Ameaçada de Extinção do Instituto Chico Mendes de Conservação da Biodiversidade (ICMBio) com a rubrica de dados insuficientes e na Lista das Espécies da Fauna Ameaçadas de Extinção no Estado do Rio de Janeiro como provavelmente extinto.